# 簡郁珊
簡郁珊（英語：Sansan Chien，1967年7月1日—2011年10月24日），台灣當代古典音樂作曲家、音樂教育家、作曲教授。

## 生平
1967年出生於台灣彰化，幼年成長於台中並接受小學、中學教育。十五歲時隨家人移居美國俄亥俄州雪維尼亞市 （Sylvania），並在當地完成高中學業。
1989年自俄亥俄州托雷多大學音樂學系取得鋼琴演奏學士學位。隨即進入俄亥俄大學音樂學院，後於1991年獲得作曲碩士學位。1997年獲頒印第安納大學雅各音樂學院作曲博士學位。
簡郁珊於印大求學期間成為美國公民，但仍保留原中華民國國籍。
於美國完成博士學位後，簡郁珊偕同夫婿桑磊柏（Paul SanGregory）回到台灣，執教於南台灣國立高雄師範大學 （以下簡稱高師大），擔任該校音樂學系專任助理教授。
返台前，她曾在印弟安那波里斯大學兼任作曲講師，並曾擔任印第安納大學講師，教授作曲及相關課程。在高師大任教期間，簡郁珊教授以嚴謹熱誠的教學態度，廣受學生好評與愛戴。簡教授曾參與規劃高師大音樂學系相關課程，對於該系音樂理論及作曲教學之提昇貢獻良多。
在簡郁珊與桑磊栢（同為當代古典音樂作曲家，現任國立屏東教育大學音樂學系副教授）攜手努力下，為高師大音樂學系營造出優質豐富的學習環境，嘉惠眾多音樂學子。在高師大音樂學系成立之初，他們聯手創立了當代室內樂團，是當時台灣大專院校唯一的當代室內樂團。夫妻倆為該室內樂團、高師大管弦樂團及薪傳打擊樂團創作許多樂曲，同時力邀並促成多位客席作曲家造訪南台灣，與在地音樂系師生及音樂界人士交流。
2010年簡郁珊因嚴重皮肌炎暫停教學與創作工作，隨後被診斷出肝癌，在與病魔纏鬥一年之後，於2011年10月24日凌晨病逝高雄長庚紀念醫院，享年四十四歲。

## 作品
- A Little Duo, for flute and violin，1991
- Satyr’s Triumph, for violin，1995 - 1996
- Into the Water Curtain, for orchestra，1997
- Bagatelle, for woodwind quintet，2000
- Ballade, for orchestra，2000
- Kyrie, for choir《慈悲經．女聲合唱曲》，2001
- Quintet for the Beginning of Time, for woodwind quintet，2001
- Overture to Madusa, for orchestra《梅杜莎序曲》，2003
- Fanfare, for trumpet, horn, trombones and percussion，2003
- Dolly's Family, for clarinet《娃娃家族》，2003-2006
- Fanfare, for brass quartet and percussion《開場》，2004
- Bagatelles, for winds，2005
- Bagatelles, for woodwind quartet《風之小品》，2005
- Gloria, for choir《光榮經．女聲合唱曲》，2006
- 《唐宋詩詞集，女聲獨唱曲》, for choir，2006
- 《鵝鑾鼻》, for choir，2007
- Postlude — thoughts after June, for orchestra《後敘曲》，2007
- Homage to Nature, for percussion quartet《陣頭：超度》，2009
- Sketches, for Piano，2009
- Memoir of Frédéric, for oboe，2010
- Three Pieces, for flute, oboe and piano《給長笛、雙簧管和鋼琴的小品》，2010